# Concerto per New York City
Il Concerto per New York City fu un concerto di beneficenza che ospitò molti musicisti, svoltosi il 20 ottobre 2001 al Madison Square Garden di New York per celebrare le vittime degli attacchi dell'11 settembre 2001. Una buona parte del pubblico era composta dalle famiglie delle vittime e dai colleghi dei pompieri del New York City Fire Department e dei poliziotti del New York City Police Department morti nella tragedia. Durante la manifestazione, durata circa cinque ore, furono inoltre presentati cortometraggi di importanti registi ed intervennero alcune famose personalità.

## Musicisti e album del concerto
Al concerto, organizzato da Paul McCartney, parteciparono molti artisti britannici tra i quali Mick Jagger e Keith Richards, The Who, David Bowie, Elton John, Sheryl Crow e Eric Clapton. Tra gli artisti statunitensi vi fu la presenza di Bon Jovi, Jay-Z, Destiny's Child, Backstreet Boys, James Taylor, Billy Joel, Melissa Etheridge, Five for Fighting, Goo Goo Dolls, e John Mellencamp con Kid Rock.
La Columbia Records ha pubblicato nel 2001 un doppio CD contenente i brani del concerto e nel 2002 un DVD, entrambi con il titolo The Concert for New York City.

## Cortometraggi
Durante il concerto sono stati presentati i seguenti cortometraggi:
- Sounds from a Town I Love, regia di Woody Allen
- Lovely Day, regia di Edward Burns
- New York: A Documentary Film, regia di Ric Burns
- The Greatest City on Earth, regia di Christian Charles
- Come Rain or Come Shine, regia di Spike Lee
- The Neighborhood, regia di Martin Scorsese
- The Greatest City on Earth, regia di Jerry Seinfeld
- Why I Love New #*$%!&@ York, regia di Kevin Smith

## Ospiti vari
Tra una esibizione e l'altra sul palco si alternarono diverse celebrità, atleti e politici tra cui Rudy Giuliani, Steve Buscemi, Jim Carrey, Bill Clinton, Hillary Clinton, Billy Crystal, Robert De Niro, Leonardo DiCaprio, Harrison Ford, Michael J. Fox, Richard Gere, Janet Jackson, Meg Ryan e Susan Sarandon.

## Copertura televisiva
L'evento fu trasmesso in diretta televisiva con il titolo The Concert for New York City, diffuso dal canale satellitare VH1. La telecronaca integrale della manifestazione durò 296 minuti. La regia fu affidata a Louis J. Horvitz, che in seguito avrebbe diretto anche le dirette televisive per le consegne dei premi Oscar nel 2007 e nel 2008.
La trasmissione, replicata su VH1 Classic nel gennaio del 2008, ebbe una nomination per il premio Emmy come best music/comedy special e come best production design.